# Small Web Format
Pour les articles homonymes, voir SWF.
SWF est le sigle pour « Small Web Format ». Macromedia en a changé la signification, qui était à l'origine « ShockWave Flash » dans le but d’inclure le nom « Shockwave » en référence à son logiciel Director, lequel est bien une technologie distincte. Ce format de fichier est particulièrement dédié au multimédia et au dessin vectoriel. Initialement développé par FutureWave Software, il est ensuite passé sous le contrôle de Adobe. Prévu pour son volume de données réduit, il est idéal pour la publication sur le web et peut contenir des animations ou être disponible sous la forme d’une appliquette gérant de l’interactivité.
Le SWF est couramment utilisé pour afficher du vectoriel « animé » comme des jeux (utilisation du langage ActionScript). Ce fut un concurrent du format ouvert SVG recommandé par le W3C. Aussi, il est couramment utilisé pour créer des boucles visuelles et sonores, par exemple et comme une minorité d'utilisations, des « screamers (en) », des images « effrayantes » pour certains qui crient en bouclent.
Les fichiers au format SWF peuvent être générés par les logiciels de Adobe : Flash ou Flex Builder (un IDE, dont une partie, utilisable en ligne de commande, générant les fichiers a été ouverte) mais également des logiciels libres développés par des tiers comme Motion-Twin ActionScript 2 Compiler, la bibliothèque Ming ou SWFTools.